# Aenictacantha crassitarsalis
Aenictacantha crassitarsalis är en tvåvingeart som beskrevs av Ronald Henry Lambert Disney 1998. Aenictacantha crassitarsalis ingår i släktet Aenictacantha och familjen puckelflugor. Inga underarter finns listade i Catalogue of Life.